# Ryan Richmond
Ryan Timothy Richmond (* 21. März 1996) ist ein kanadisch-guyanischer Basketballspieler.

## Werdegang
Richmond ging in der kanadischen Großstadt Toronto zur Schule und spielte dort Basketball für die Schulmannschaft des David and Mary Thomson Collegiate Institutes sowie anschließend im Nachbarland, den Vereinigten Staaten, an der Williston Northampton School im Bundesstaat Massachusetts. 2015 wechselte er an die im selben Bundesstaat gelegene Bentley University. Richmond belegte als Hauptstudienfach Finanzwesen und gehörte von 2015 bis 2019 Bentleys Basketballmannschaft in der zweiten NCAA-Division an. In den Spieljahren 2016/17, 2017/18 und 2018/19 erzielte er jeweils Punktemittelwerte von mehr als 20 je Begegnung, mit einem Höchstwert von 23 Punkten je Begegnung in seinem Abschlussspieljahr.
Sein erster Verein im Berufsbasketball war in der Saison 2019/20 der ungarische Zweitligist Műegyetemi AFC aus Budapest. In der Saison 2020/21 spielte er wegen der Covid-19-Pandemie nicht. Im Sommer 2021 holte ihn der deutsche Drittligist WWU Baskets Münster. Mit den Westfalen wurde er im Spieljahr 2021/22 Hauptrundenmeister in der Nordstaffel der 2. Bundesliga ProB, anschließend schied man im Viertelfinale aus. Er erzielte in 26 Saisonspielen im Schnitt 17,4 Punkte, 5,4 Rebounds sowie 5,2 Vorlagen je Begegnung.
Im August 2022 vermeldete Zweitligaaufsteiger SG ART Giants Düsseldorf Richmonds Verpflichtung. In dieser Spielklasse traf er auch auf seinen vorherigen Arbeitgeber Münster, der als Nachrücker aufgestiegen war. Richmond wurde in Düsseldorf ebenfalls Leistungsträger, stand in der Saison 2022/23 in der zweithöchsten deutschen Spielklasse mit einem Wert von 15,6 Punkten je Begegnung auf dem zweiten Rang der mannschaftsinternen Korbschützenliste.
Im Sommer 2023 wechselte er zum spanischen Zweitligisten Club Melilla Baloncesto. Für die Mannschaft bestritt er vier Ligaspiele (6,3 Punkte je Begegnung), Mitte Januar 2024 wurde Richmond vom deutschen Zweitligaverein SG Lützel-Post Koblenz unter Vertrag genommen. Im Frühling 2024 wechselte er zu den Edmonton Stingers in die kanadische Liga CEBL, für die er bis Anfang August 2024 spielte.
Im Februar 2025 unterschrieb er beim Drittligisten Coto Córdoba CB, um die Saison 2024/25 in Spanien zu beenden.